# William T. Vetterling
William Thomas Vetterling (* 1948) ist ein US-amerikanischer Physiker.
Vetterling wurde an der Harvard University in Festkörperphysik promoviert und war dort ab 1976 Mitglied der Fakultät. Ab 1984 arbeitete er bei Polaroid, wo er an Bildsystemen wie Charge-coupled Devices (CCDs), Flüssigkristallbildschirmen, Festkörperlasern, Photodioden und neuen Druckverfahren forschte, zum Beispiel ab 2005 an der Zink-Drucktechnologie.
Als Teil seiner Forschung befasste er sich mit numerischen Modellierungen und er ist Ko-Autor des Standardwerks Numerical Recipes. Vetterling ist an rund 30 US Patenten beteiligt.